# Platja de Sant Jordi (Calonge)
La platja de Sant Jordi, o platja de Comptat Sant Jordi, és una platja urbana del municipi de Calonge i Sant Antoni (Baix Empordà), situada entre la platja de Belladona i la platgeta de Cap Roig, en un tram de roquissar amb moltes cales petites, entre les poblacions de Platja d'Aro i Sant Antoni de Calonge. A l'extrem est de la platja hi ha la característica penya de Cap Roig, que la separa de la platgeta de Cap Roig. Té una longitud de 127 m i una amplada mitjana de 17 m, formada per sorra mitjana i gruixuda.
El nom de la platja prové de les terres que l'envolten, que pertanyien al Comptat de Sant Jordi, on s'hi edificà la capella de Sant Jordi de Treumal.